# Sylwester Szmyd
Sylwester Szmyd (ur. 2 marca 1978 w Bydgoszczy) – polski kolarz szosowy, zawodnik ekip PRO Tour oraz polskiej ekipy CCC Sprandi Polkowice.
Karierę rozpoczął w 2001. W peletonie znany jest jako jeden z najlepszych górskich gregario (pol. pomocników), specjalizuje się w jeździe po górach. W swojej karierze rozpoczął i ukończył 23 Grand Tourów.
W 2004 roku startował na igrzyskach olimpijskich w Atenach, ale nie ukończył wyścigu ze startu wspólnego.
Swoje pierwsze zwycięstwo etapowe w zawodowej karierze odniósł 11 czerwca 2009 podczas wyścigu Critérium du Dauphiné wygrywając jego 5. etap po morderczej wspinaczce na legendarny podjazd Mont Ventoux.
W latach 2005–2008 występował w drużynie Lampre, w latach 2009–2012 w Liquigas a w latach 2013–2014 w barwach hiszpańskiej drużyny Movistar. Po wygaśnięciu kontraktu związał się z polską grupą drugiej dywizji CCC Sprandi Polkowice.
W 2016 roku, wraz z końcem sezonu zakończył swoją karierę zawodową.
Jest jednym z trenerów drużyny Bora Hansgrohe.

## Najważniejsze zwycięstwa i sukcesy
- 2001
  - 6. miejsce w Tour de Pologne
  - 9. miejsce w GP Llodio
- 2003
  - 8. miejsce w Giro del Trentino
- 2004
  - 2. miejsce w GP Schwarzwald
  - 4. miejsce w Japan Cup
- 2005
  - 7. miejsce w GP Industria & Artigianato - Larciano
- 2006
  - 6. miejsce w Giro del Trentino
  - 19. miejsce w Giro d’Italia
  - 3. miejsce na 6. etapie Volta a Portugal
  - 14. miejsce w Vuelta a España
  - 5. miejsce w Japan Cup
- 2007
  - 2. miejsce w Settimana Ciclistica Lombarda
    - 2. miejsce na 3. etapie

  - 9. miejsce w Tour de Romandie
  - 7. miejsce w Giro dell’Emilia
- 2008
  - 8. miejsce w Critérium du Dauphiné
  - 5. miejsce w Giro dell’Appennino
- 2009
  - 1. miejsce na 5. etapie Critérium du Dauphiné Libéré
  - 7. miejsce w Tour de Pologne
  - 17. miejsce w Vuelta a España
- 2010
  - 1. miejsce na 4. etapie Giro d’Italia (TTT)[3]
  - 3. miejsce na 6. etapie Critérium du Dauphiné
  - 6. miejsce w Tour de Pologne
- 2011
  - 3. miejsce na 1. etapie Giro d’Italia (TTT)[3]
- 2012
  - 3. miejsce na 4. i 5. etapie Volta a Catalunya
  - 3. miejsce w Giro del Trentino
    - 2. miejsce na 3. etapie

  - 7. miejsce w Tour de Romandie
- 2014
  - 3. miejsce w Vuelta a Castilla y León
- 2015
  - 3. miejsce w Tour of Croatia
    - 3. miejsce na 3. etapie

### Miejsca w Grand Tourach
| Grand Tour | 2002 | 2003 | 2004 | 2005 | 2006 | 2007 | 2008 | 2009 | 2010 | 2011 | 2012 | 2013 | 2014 | 2015 |
| ---------- | ---- | ---- | ---- | ---- | ---- | ---- | ---- | ---- | ---- | ---- | ---- | ---- | ---- | ---- |
| Giro       | 44   | 24   | 43   | 64   | 19   | 28   | 23   | 43   | 60   | 82   | 28   | -    | -    | 45   |
| Tour       | -    | -    | -    | -    | -    | -    | 27   | -    | 61   | 42   | 71   | -    | -    | -    |
| Vuelta     | 29   | -    | 74   | 24   | 14   | 25   | -    | 17   | -    | -    | -    | 45   | -    | -    |